# Arimmas (Maler)
Arimmas (altgriechisch Ἀρίμμας) war ein griechischer Maler, der im 5. Jahrhundert v. Chr. tätig war.
Er ist von einer Erwähnung bei Varro bekannt, der ihn als Zeitgenossen der Maler Mikon und des Diores nennt und ihn mit diesen zu den frühesten griechischen Malern zählte. Wahrscheinlich stammte er wie Mikon aus Athen. In der Überlieferung wurde der Name zu Arimna(s) entstellt. Die Form Arimmas gilt jedoch durch die älteste bekannte und maßgebliche Varro-Handschrift, den Marcianus aus Florenz, als gesichert.